# Takanobu Komiyama
Takanobu Komiyama (小宮山 尊信 Komiyama Takanobu?), född 3 oktober 1984 i Chiba prefektur, är en japansk fotbollsspelare.
Komiyama började sin karriär 2006 i Yokohama F. Marinos. 2010 flyttade han till Kawasaki Frontale. Efter Kawasaki Frontale spelade han för Yokohama FC. Han avslutade karriären 2017.